# Eternal Return
Eternal Return est un jeu vidéo de type battle royale multijoueur développé par Nimble Neuron et publié par Kakao Games. Le jeu sort en accès anticipé le 14 octobre 2020. Eternal Return propose un mélange de gameplay d'arène de bataille en ligne multijoueur avec des éléments de jeu de survie. Un joueur peut choisir l'un des nombreux personnages proposés et affronte 21 autres joueurs pour survivre et se battre sur une île appelée Lumia. Comme tout jeu vidéo de type battle royale, le dernier joueur survivant est le vainqueur de la partie. Le jeu est actuellement disponible pour Microsoft Windows via Steam et Microsoft Store, avec des versions pour consoles Xbox et mobiles en préparation.

## Système de jeu
24 joueurs sont engendrés sur une île et sont opposés les uns aux autres. La carte nommée « Lumia » comporte 16 zones distinctes. Le jeu utilise des mécanismes de battle royale, marquant différentes zones de la carte comme des zones restreintes au lieu du cercle de fermeture traditionnel. Les joueurs collectent des matériaux à partir de divers conteneurs, d'animaux tués ou du butin déposé par un adversaire à son élimination par le joueur, ou à partir de divers points uniques autour de la carte pour créer des armes ou des équipements plus puissants. Il existe plusieurs personnages jouables avec des compétences et des capacités différentes, similaires aux jeux d'arène de bataille en ligne multijoueur. Le dernier joueur ou équipe en vie est couronné vainqueur de la partie,.

## Trame
Eternal Return se déroule dans l'univers de « Lumia Island », une île isolée comprenant différentes zones. Une organisation scientifique connue sous le nom d'« AGLAIA » organise une expérience avec des sujets de test humains dans le but de poursuivre l'évolution et de créer une espèce humaine d'élite. Après chaque expérience, les sujets de test voient leur mémoire effacée.

## Développement
Eternal Return est développé par la société sud-coréenne Nimble Neuron et a comme moteur de jeu Unity.
En 2021, ils se sont associés à Kakao Games pour publier Eternal Return en Corée,. Encore en 2021, un clip vidéo mettant en vedette le groupe K-pop et Aespa a été créé pour le lancement national du client Kakao Games.